# 기후 변화의 원인
과학계는 수십 년 동안 기후변화의 원인을 조사해 왔다. 수천 번의 연구 끝에 "산업화 이전 시대부터 인간의 영향이 대기, 해양 및 육지를 따뜻하게 했다는 것은 명백하다"는 합의에 이르렀다.:3 이러한 기후변화는 화석 연료 연소로 인한 이산화탄소의 직접적인 배출로 인해 발생했다. 토지 이용 변화로 인한 간접적인 CO2 배출과 메탄, 아산화질소 및 기타 온실가스 배출이 주요 지원 역할을 한다.
온실 효과로 인한 온난화는 온실가스 농도와 대수 관계를 갖는다. 이는 대기 중 CO2 및 기타 온실가스의 모든 추가 부분이 전체 농도가 증가함에 따라 그 이전 부분보다 약간 더 작은 온난화 효과를 갖는다는 것을 의미한다. 그러나 CO2 배출량의 약 절반만이 대기 중에 지속적으로 존재하며, 나머지 절반은 육지와 해양의 탄소흡수원에 의해 빠르게 흡수된다.:450 또한 온실가스 단위당 온난화는 수증기 농도나 지구의 알베도(반사율) 변화와 같은 피드백의 영향을 받는다.:2233
CO2로 인한 온난화가 증가함에 따라 탄소흡수원은 총 배출량의 더 적은 부분을 흡수하는 반면, "빠른" 기후 변화 피드백은 온실가스 온난화를 증폭시킨다. 따라서 두 가지 효과는 서로 고려되며 인간이 배출하는 각 CO2 단위의 온난화는 총 배출량에 선형 비례하여 온도를 증가시킨다.:746 더욱이, 온실 온난화의 일부는 냉각 효과가 있는 에어로졸을 형성하는 인간에 의한 이산화 황 배출로 인해 "가려졌다". 그러나 이러한 마스킹은 산성비와 황산염으로 인한 대기 오염을 방지하기 위한 조치로 인해 최근 몇 년 동안 줄어들고 있다.

#### IPCC reports

##### Fourth Assessment Report
- IPCC (2007).  Solomon, S.; Qin, D.; Manning, M.; Chen, Z.;  외., 편집. 《Climate Change 2007: The Physical Science Basis》. Contribution of Working Group I to the Fourth Assessment Report of the Intergovernmental Panel on Climate Change. Cambridge University Press. ISBN 978-0-521-88009-1.

- - Hegerl, G. C.; Zwiers, F. W.; Braconnot, P.; Gillett, N. P.;  외. (2007). 〈Chapter 9: Understanding and Attributing Climate Change〉 (PDF). 《IPCC AR4 WG1 2007》. 663–745쪽.

##### Fifth Assessment report
- IPCC (2013).  Stocker, T. F.; Qin, D.; Plattner, G.-K.; Tignor, M.;  외., 편집. 《Climate Change 2013: The Physical Science Basis》 (PDF). Contribution of Working Group I to the Fifth Assessment Report of the Intergovernmental Panel on Climate Change. Cambridge, UK & New York: Cambridge University Press. ISBN 978-1-107-05799-9.. AR5 Climate Change 2013: The Physical Science Basis – IPCC
  - Hartmann, D. L.; Klein Tank, A. M. G.; Rusticucci, M.; Alexander, L. V.;  외. (2013). 〈Chapter 2: Observations: Atmosphere and Surface〉 (PDF). 《IPCC AR5 WG1 2013》. 159–254쪽.
- IPCC AR5 SYR (2014).  The Core Writing Team; Pachauri, R. K.; Meyer, L. A., 편집. 《Climate Change 2014: Synthesis Report》. Contribution of Working Groups I, II and III to the Fifth Assessment Report of the Intergovernmental Panel on Climate Change. Geneva, Switzerland: IPCC.
  - IPCC (2014). 〈Annex II: Glossary〉 (PDF). 《IPCC AR5 SYR 2014》.

##### Special Report: Climate change and Land
- IPCC (2019).  Shukla, P. R.; Skea, J.; Calvo Buendia, E.; Masson-Delmotte, V.;  외., 편집. 《IPCC Special Report on Climate Change, Desertification, Land Degradation, Sustainable Land Management, Food Security, and Greenhouse gas fluxes in Terrestrial Ecosystems》 (PDF). In press.

  - IPCC (2019). 〈Summary for Policymakers〉 (PDF). 《IPCC SRCCL 2019》. 3–34쪽.
  - Jia, G.; Shevliakova, E.; Artaxo, P. E.; De Noblet-Ducoudré, N.;  외. (2019). 〈Chapter 2: Land-Climate Interactions〉 (PDF). 《IPCC SRCCL 2019》. 131–247쪽.

##### Sixth Assessment Report
- IPCC (2021).  Masson-Delmotte, V.; Zhai, P.; Pirani, A.; Connors, S. L.;  외., 편집. 《Climate Change 2021: The Physical Science Basis》 (PDF). Contribution of Working Group I to the Sixth Assessment Report of the Intergovernmental Panel on Climate Change. Cambridge, United Kingdom and New York, NY, US: Cambridge University Press (In Press).
  - Arias, Paola A.; Bellouin, Nicolas; Coppola, Erika; Jones, Richard G.;  외. (2021). 〈Technical Summary〉 (PDF). 《IPCC AR6 WG1 2021》.

### Attribution
- 이 문서는 다음을 포함합니다: 퍼블릭 도메인 자료 출처: US EPA 문서: EPA (2009), 《Endangerment and Cause or Contribute Findings for Greenhouse Gases under Section 202(a) of the Clean Air Act. EPA's Response to Public Comments》, US Environmental Protection Agency (EPA), 2012년 8월 14일에 원본 문서에서 보존된 문서, 2011년 6월 23일에 확인함.